# Castellgalí

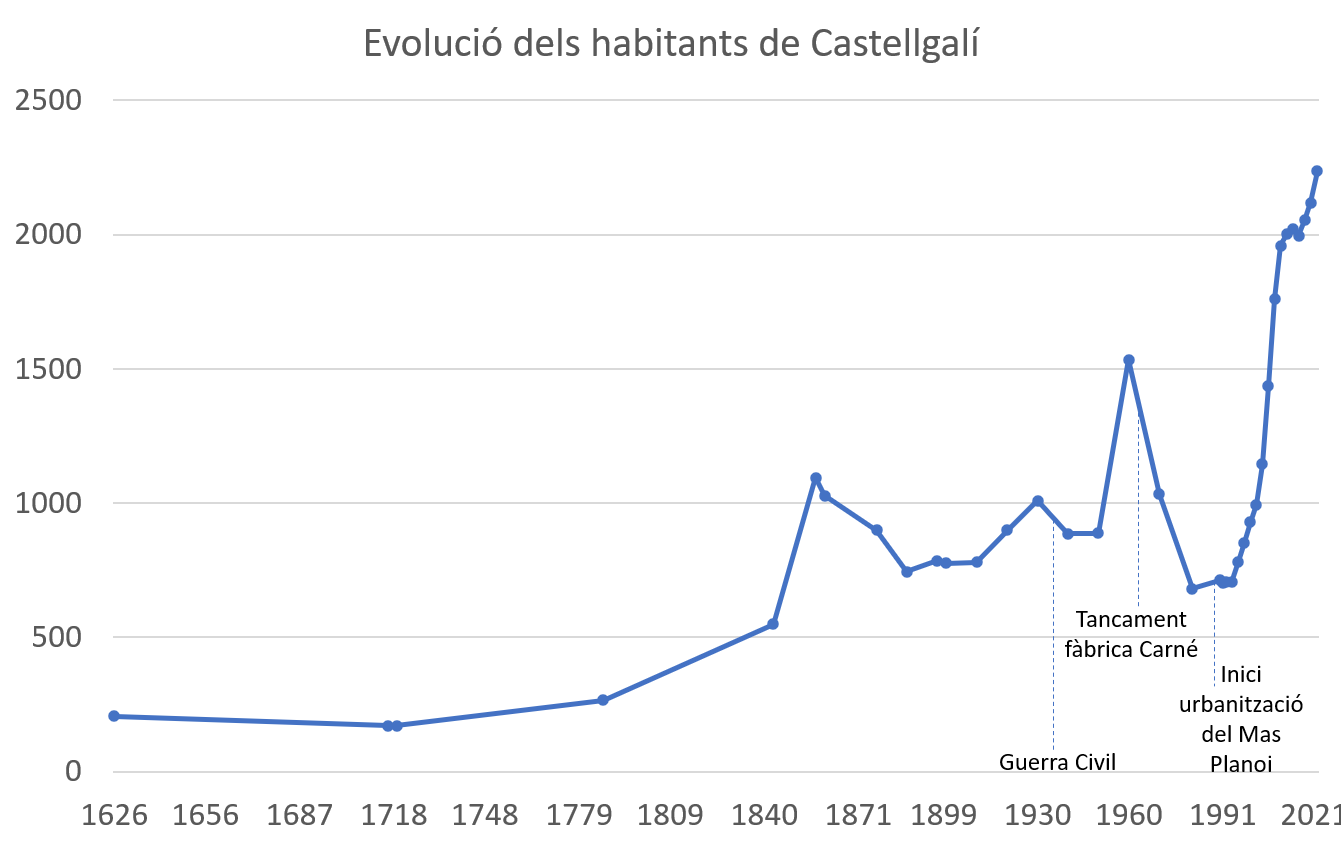
Evolución demogràfica de los habitantes en Castellgalí

Castellgalí es un municipio español de la comarca catalana del Bages, Barcelona. Se encuentra situada en la confluencia del río Llobregat y del río Cardener y muchos bosques.

## Historia

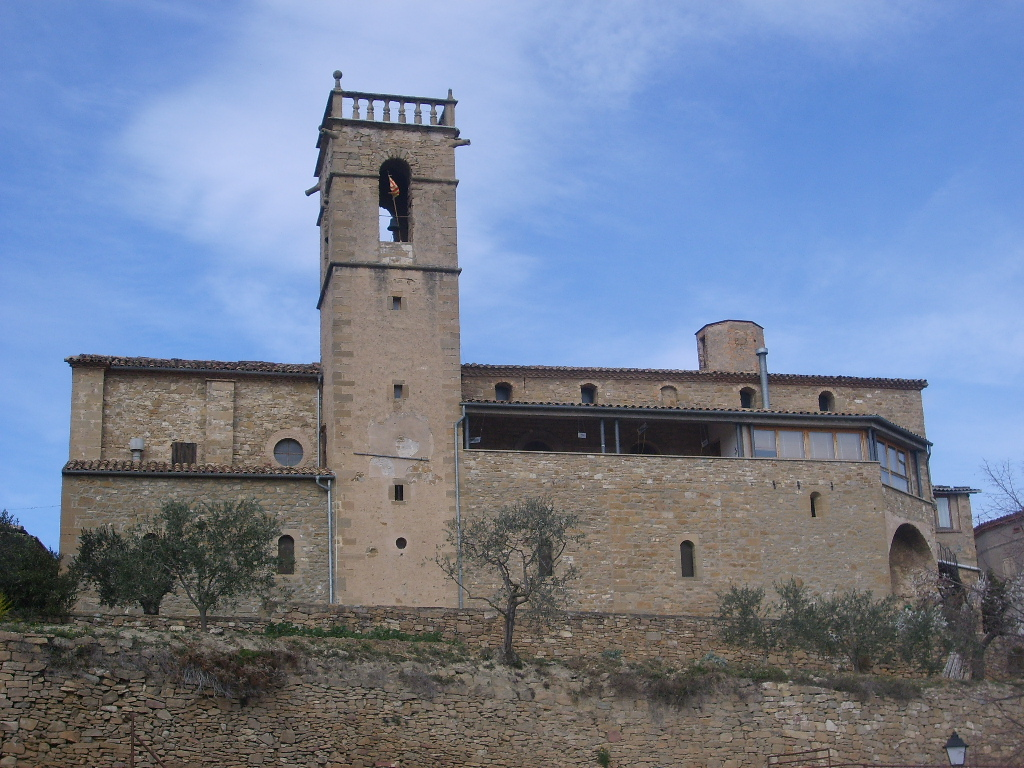
Iglesia de Sant Miquel

En un documento de 867 aparece citado el Castelo de Galindo (castell de Galí en catalán) que demuestra el origen del topónimo. Se sabe poco de la historia de este castillo, hoy desaparecido. En 1178 fue vendido al rey Alfonso II de Aragón que lo entregó a unos feudatarios. 
En 1350, Pedro el Ceremonioso lo vendió a Bernat Satorres y en 1413 fue adquirido por Lluís de Rajadell. Fue cedido de forma momentánea al Monasterio de Montserrat durante la guerra contra el rey Juan II de Castilla. Sus últimos señores feudales fueron los Despujol, marqueses de Palmerola. Se cree que quedó destruido entre 1462 y 1472.
Durante la Edad Media, Castellgalí fue lugar de paso de los peregrinos que, procedentes de Manresa, se dirigía hasta Montserrat.

## Demografía
Castellgalí cuenta con una población de 2347 habitantes (INE 2024).
| Gráfica de evolución demográfica de Castellgalí entre 1842 y 2021                                                     |
| |
| Población de derecho según los censos de población del INE. Población de hecho según los censos de población del INE. |

## Cultura
Dentro del término municipal se encuentran los restos de un antiguo sepulcro romano conocido como la Torre del Breny. Se trata de una construcción del siglo III del que solo quedan restos de su base. Era una edificación de planta cuadrada de notables dimensiones (unos 10 metros de lado), cubierta con bóveda a modo de templo. En uno de sus lados se encontraba un relieve que representaba la figura de una mujer desnuda. A sus lados se podían ver dos leones. Se trata del principal resto de la época romana de la comarca. Fue parcialmente destruido en 1870 para aprovechar sus piedras en la construcción de una pequeña presa en el río. 
No muy lejos está el sepulcro de Boades. También del siglo III aunque de construcción mucho más rústica, de planta cuadrada de 5,10 por 4,60 metros y cubierta a dos vertientes. En las excavaciones de la tumba se hallaron también restos de una antigua necrópolis íbera. Los hallazgos de la excavación se conservan en el Museo Comarcal de Manresa.
El núcleo antiguo se organizó alrededor de la iglesia, dedicada a San Miguel. Se trata de una construcción del siglo XVII que fue ampliada en 1897 gracias a las aportaciones económicas de la familia Magí Pladellorens. Es de estilo gótico de imitación y en su interior se encontraban unas imágenes del santo, realizadas por el escultor Josep Llimona. Fueron destruidas en 1936.
No queda ningún vestigio del castillo. Sí se conservan las ruinas de la antigua capilla dedicada a Santa María y que aparece documentada en 1292. Se pueden ver resto del ábside y de algunos de sus muros.
En la casa Amigant, antiguo hostal de origen gótico, se encuentra el museo municipal de carácter etnológico. Se muestra algunas piezas arqueológicas y de uso diario, destinadas a ilustrar la vida del pueblo a lo largo de los siglos. Fue inaugurado en 1991.
El término municipal incluye, además del núcleo antiguo, otros siete núcleos de población. Destaca la antigua urbanización Mas Planoi. Fue construida a principios de la década de 1970 como zona de veraneo pero se ha ido convirtiendo en el núcleo más poblado de todo Castellgalí.
El barrio de La Fàbrica está situado a ambos lados de la carretera que une Castellgalí con Manresa. Durante el siglo XIX sirvió como alojamiento de los trabajadores de la antigua fábrica textil de Can Carné que ya no está en funcionamiento. En el valle de Artigues hay diversas masías. En esta zona se encuentran los restos de la ermita de Santa Margarida del Pla. Es de origen medieval y aparece ya en documentos del siglo XIII. Se cree que funcionó durante un tiempo como monasterio hasta que se fusionó en el siglo XIV con el de Santa Catarina de Manresa.
Los otros núcleos que componen el término municipal son els Torrents, Can Font y las urbanizaciones Torre del Breny y Raval de Boades.
Castellgalí celebra su fiesta mayor el primer fin de semana de agosto. El primer fin de semana de mayo se celebra la fiesta del panellet. El tercer fin de semana del mes de febrero se conmemora el día de los santos patronos del pueblo: sant Honest y sant Repel·lio.
Aquí nació Joan Cadevall i Diars, botánico y geógrafo.

## Economía
La agricultura de la zona es básicamente de secano. Antaño contaba con grandes campos destinados al cultivo de la viña, hoy en día urbanizados en el sector Mas Planoi.
La primera industria que se instaló en Castellgalí fue la fábrica de carbones eléctricos de Climent Asols i Bovets. Construida en 1896 en el raval de Boades, tuvo su momento más álgido durante la Primera Guerra Mundial ya que consiguió un contrato para abastecer a las ciudades de Glasgow y Melbourne. Aún se conservan las seis chimeneas y es la única fábrica de España con esta cantidad de chimeneas.
El municipio cuenta con cuatro polígonos industriales,(Els Torrents, La Fàbrica, Boades i Pla del Camí), este último construido a finales de la década de 1990 en el que se han instalado diversas industrias.